# Villa de Ves
Villa de Ves – gmina w Hiszpanii, w prowincji Albacete, w Kastylii-La Mancha, o powierzchni 57,54 km². W 2011 roku gmina liczyła 53 mieszkańców.